# Malá Čalomija
Malá Čalomija je obec v okrese Veľký Krtíš v Banskobystrickém kraji na Slovensku. Leží v Ipeľské kotlině přibližně 25 km jihozápadně od okresního města a asi 4 km od maďarských hranic. Žije zde 193 obyvatel.
První písemná zmínka o obci pochází z roku 1342. V obci se nachází neoklasicitní evangelický kostel z roku 1884, který byl vybudován na místě staršího kostela.